# إشقيل لبناني
إشقيل لبناني (الاسم العلمي:Scilla libanotica) هو نوع من النباتات يتبع جنس الإشقيل من الفصيلة الهليونية.